# یواس‌اس سوان (ای‌ام-۳۴)
یواس‌اس سوان (ای‌ام-۳۴) (به انگلیسی: USS Swan (AM-34)) یک کشتی بود که طول آن ۱۸۷ فوت ۱۰ اینچ (۵۷٫۲۵ متر) بود. این کشتی در سال ۱۹۱۸ ساخته شد.